# علي رضا أعرافي
علي رضا أعرافي (بالفارسية: علی رضا اعرافی) (ولد عام 1959، في ميبد ) هو رجل الدين الإيراني الشيعي والرئيس السابق لجامعة المصطفى العالمية ، إمام صلاة الجمعة في مدينة قم ورئيس ثانوية ايران . 

## سيرة شخصية
ولد في مدينة ميبد محافظة يزد عام 1959. والده الراحل آية الله محمد إبراهيم العرفي الصديق المقرب من روح الله الخميني. على الرغم من عدم مشاركته في الاختبار الكتابي من قبل مجلس صيانة الدستور للمشاركة في انتخابات مجلس خبراء القيادة لعام 2015 فقد قُبل انضمامه. لأنه بموجب المادة الثالثة من مجلس خبراء القيادة الإيراني ، فإن الانتخابات تنص على أن "هؤلاء المرشدين الأعلى - وبشكل صريح أو ضمني - قد وافقوا على أن مجلس صيانة الدستو لن يحتاج إلى التمييز حسب التحصيل العلمي.  

## تعليم
بدأ تعليمه الكلاسيكي في بلده. بعد قراءة بعض دروس الأدب، جاء إلى قم في عام 1970حيث أنهى تعليمه الابتدائي وفي نفس الوقت بدأ الدورات التمهيدية لدورات الحوزة والتي انهاها بسرعة. خلال هذه السنوات لم يشارك في الدورات التي تعتبر أيضا فلسفة مفتوحة إلى أقصى حد وكان لها أيضا تأثير كبير في أخلاقيات مدرسيها. كما حضر دورات حوزية وتعلم اللغة العربية والإنجليزية ودراسات في الرياضيات والفلسفة . 

## أساتذة
أساتذته:
- علي مشكيني
- محمد باقر الصدر
- كاظم الحائري
- مرتضى حائري يزدي
- محمد فاضل لنكراني
- حسين وحيد الخراساني
- جواد التبريزي
- عبد الله جوادي أمولي
- مرتضى مطهري
- محمد تقي مصباح يزدي

## السجلات والمسؤوليات
- رئيس المركز الدولي للعلوم الإسلامية وعضو مجلس الأمناء
- رئيس معهد البحوث الجامعية
- القسم التربوي بمعهد الإمام الخميني
- مجلس البحوث حوزة قم
- الجمعة مدينة ميبود
- عضو المجلس الأعلى للثورة الثقافية
- رئيس الحوزة الإيرانية

## الآراء
يعارض عرفي بشدة الإلحاد والمسيحية (خاصة الكنائس المنزلية في إيران) ، والتي يعتبرها أشكالًا من عبادة الأصنام. كما أنه ينتقد كيفية إدارة الحوزة في قم بشكل لاهوتي. 